# جون إتش وايت
جون إتش وايت (بالإنجليزية: John H. White)‏ هو صحفي ومصور أمريكي، ولد في 18 مارس 1945 في ليكسينغتون في الولايات المتحدة.